# Vistahermosa, Teopisca
Vistahermosa är en ort i Mexiko.   Den ligger i kommunen Teopisca och delstaten Chiapas, i den sydöstra delen av landet, 800 km öster om huvudstaden Mexico City. Vistahermosa ligger 2 050 meter över havet och antalet invånare är 767.
Terrängen runt Vistahermosa är kuperad åt nordost, men åt sydväst är den bergig. Runt Vistahermosa är det ganska tätbefolkat, med 104 invånare per kvadratkilometer. Närmaste större samhälle är Teopisca, 5,6 km sydost om Vistahermosa. I omgivningarna runt Vistahermosa växer huvudsakligen savannskog.